# Homoseksualiteit in het oude Egypte
Homoseksualiteit in het oude Egypte is een zeer controversieel onderwerp in de egyptologie. Er zijn weinig archeologische vondsten gedaan in Egypte die in verband staan met homoseksualiteit en hoe de oud-Egyptische bevolking hier over dacht, wat veel ruimte overlaat voor speculatie.

## Mogelijke voorstellingen van homoseksualiteit

### Chnoemhotep en Nianchchnoem
Een van de meest bekende mogelijke voorstellingen van homoseksualiteit zijn reliëfs waarop Chnoemhotep en Nianchchnoem worden voorgesteld. Op deze reliëfs worden Chnoemhotep en Nianchchnoem afgebeeld in een positie waar ze neus-op-neus contact hebben, wat in het Oude Egypte een equivalent van een kus is. Chnoemhotep en Nianchchnoem hadden echter beiden kinderen en waren getrouwd met vrouwen. Egyptologen waaronder Zahi Hawass beweren dat Chnoemhotep en Nianchchnoem tweelingbroers zijn en dat de reliëfs slechts een voorstelling van een sterke broederliefde is. Chnoemhotep en Nianchchnoem zijn in dezelfde Mastabagraftombe begraven.

### Pepi II en Sasenet
Een verhaal dat stamt uit het Middenrijk gaat over een onbekende burger die naar Pepi II gaat. De burger wil klagen over een omstandigheid die in het verhaal niet behandeld wordt. Pepi II wil echter niet naar de klaagzangen luisteren en hij beveelt de koninklijke muzikanten om de burger met lawaai weg te jagen. De burger keert meerdere keren terug om weer een poging te wagen, maar wordt telkens weer weggejaagd. De burger vraagt aan zijn vriend Tjeti, die een hoge functie bekleed, om Pepi II te volgen. Tjeti komt er achter dat Pepi II 's nachts het paleis verlaat en voor enkele uren officier Sasenet bezoekt, waarna hij weer terugkeert naar het paleis.
In het verhaal worden geen seksuele handelingen of homoseksuele relaties letterlijk beschreven, wat de opinie van egyptologen verdeelt. In het verhaal komt echter wel een passage voor die hier naar zou kunnen verwijzen. De vertaling van de passage luidt ongeveer: "Zijn majesteit ging naar Sasenets huis, waar hij deed waar de majesteit naar verlangde," wat een eufemisme voor seks zou kunnen zijn. Andere egyptologen denken dat dit verhaal een verwijzing is naar een verhaal uit de Egyptische mythologie over Ra en Osiris.

### Horus en Seth
In een verhaal in de Egyptische mythologie wordt gesproken over een strijd om een troon tussen Horus en Seth. Uit het verhaal blijkt dat Seth enorm jaloers was op zijn neef Horus, omdat Horus zo jong en populair was. Na meerdere pogingen van Seth om Horus weg te jagen of te vermoorden, besluit Seth om Horus dronken te voeren en te verkrachten. Horus deed echter maar alsof hij dronken was en ving het sperma van Seth met zijn hand. Horus informeerde zijn moeder Aset over wat er was gebeurd, waarna Aset Horus hand afhakte en de sperma in het voedsel van Seth verstopte. In een rechtszaak die volgde na de acties van Seth, riep Thoth het sperma van Seth op om uit het lichaam van Horus te komen. Als het vervolgens uit het lichaam van Seth zelf komt vlucht Seth in schaamte weg.
Egyptologen zijn het er hier niet over eens of dit een uit homoseksualiteit gedreven actie is, Seth had immers het vernederen van Horus als doel.

## Verwijzingen in de Talmoed
In Talmoedische literatuur zijn de oude Egyptenaren bekend om hun seksuele levensstijl en worden ze vaak gebruikt als het schoolvoorbeeld van seksuele losbandigheid. De middeleeuwse rabbijn Maimonides beschrijft lesbianisme bijvoorbeeld als "daden van Egypte".

## Galerij

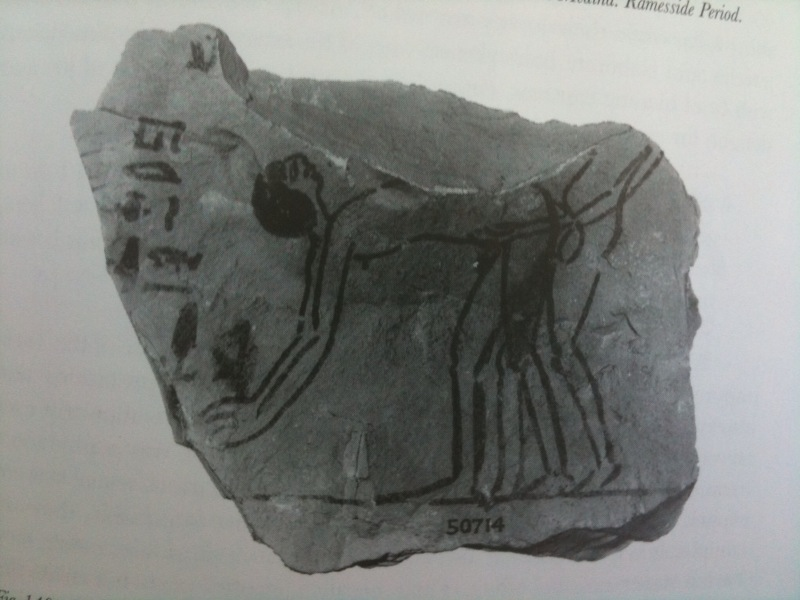
Een ostrakon dat een homostel in een coïtuspositie afbeeldt.
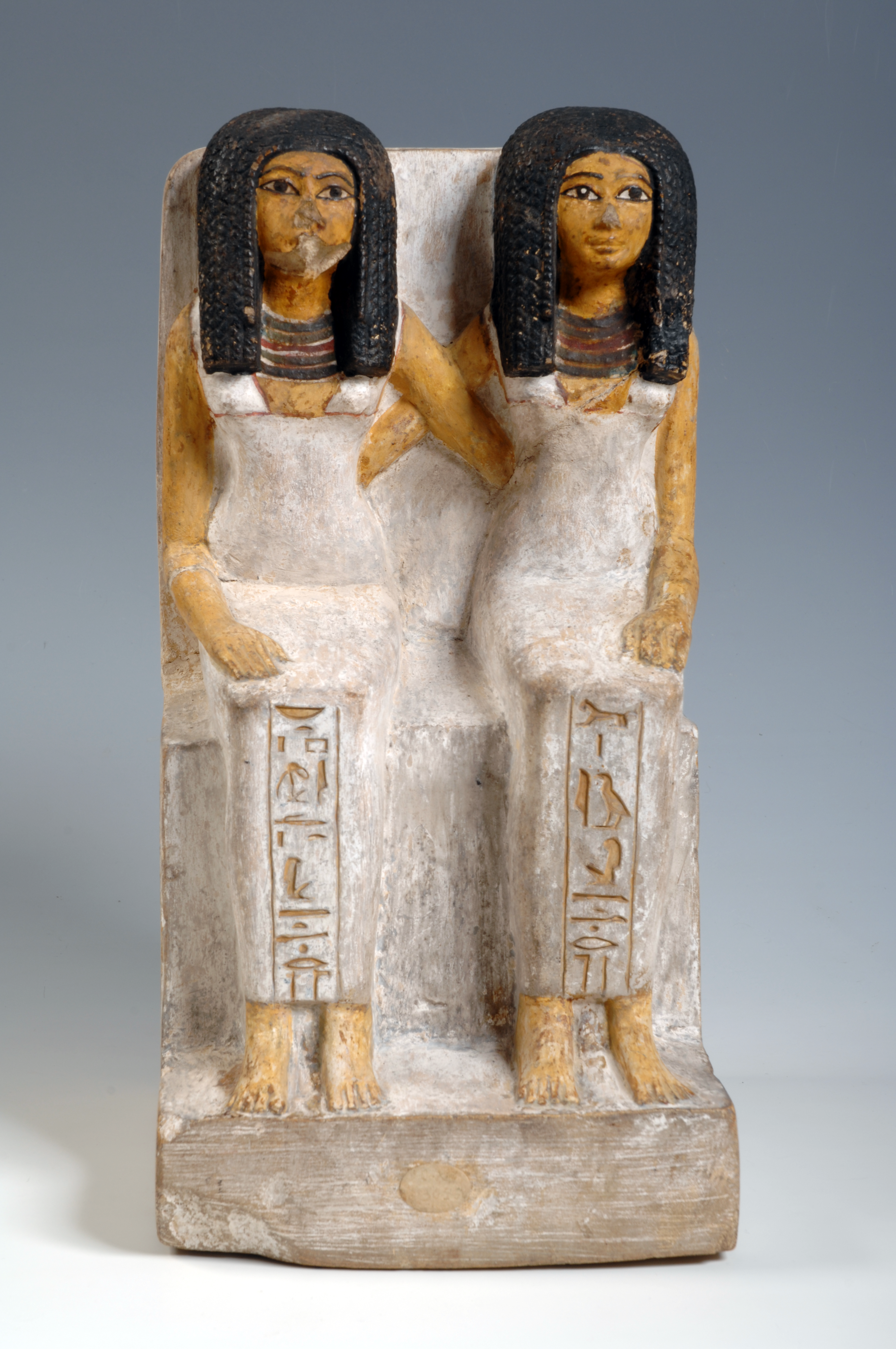
Een beeld van een mogelijk lesbisch stel.

Egypte · Koerdistan · Nazi-Duitsland · Nederland · Oude Rome · Oude Egypte · Rusland · Sierra Leone
Bi+ ·
Homoseksualiteit ·
Lesbianisme ·
Biseksualiteit ·
Panseksualiteit ·
Polyseksualiteit ·
Aseksualiteit ·
Demiseksualiteit ·
Queer ·
Questioning ·
Androfilie ·
Gynofilie
Cisgender
(Vrouw ·
Man) ·
Transgender
(Transvrouw ·
Transman ·
Transseksualiteit) ·
Intersekse ·
Tweeslachtigheid ·
Genderqueer ·
Questioning ·
Androgyn ·
Queer ·
Polygender
(Bigender ·
Trigender) ·
Pangender ·
Agender ·
Demigender
(Demigirl ·
Demiboy ·
Demifluïde ·
Demiflux ·
Demiandrogyn) ·
Neutrois ·
Genderfluïde
(Amorgender) ·
Genderflux ·
Intergender ·
Aporagender ·
Pocketgender ·
Derde geslacht ·
Butch en femme ·
Gendernon-conform ·
Queerheteroseksueel ·
Hijra ·
Two-spirit ·
Fa'afafine ·
Akava'ine ·
Androgynos ·
Bissu ·
Fakaleiti ·
Kathoey ·
Khanith ·
Mahu ·
Mak nyah ·
Muxe ·
Tomboy ·
Travesti ·
Tumtum ·
Winkte
Seksuologie ·
Genderstudies ·
Binaire geslachtsmodel ·
Genderspectrum ·
Lavendeltaalwetenschap ·
Lgbt-literatuur ·
Queerstudies ·
Queer theory
Postgenderisme ·
Feminisme
(Lesbisch feminisme ·
Transfeminisme) ·
Queercore
Oudheid:
Oude Rome ·
Oude Egypte
Vroegmoderne tijd:
Rusland
Moderne tijd:
Nazi-Duitsland ·
Rusland ·
Sovjet-Unie
Heden:
Nederland ·
Rusland ·
Sierra Leone
Roze driehoek ·
Regenboogvlag ·
Hanky code ·
Homomonument
Heteroseksisme
(Homofobie ·
Lesbofobie ·
Bifobie) ·
Genderisme
(Transfobie ·
Transmisogynie
Discriminatie van non-binaire personen ·
Cisseksisme) ·
Heteronormativiteit ·
Pinkwashing ·
Gay panic defense
(Trans panic defense) ·
Oppositie ·
LGBT ·
Homoseksualiteit in het leger
(Don't ask, don't tell) ·
Homoseksualiteit en religie
(Jodendom ·
Christendom ·
Islam ·
Bahai ·
Hindoeïsme ·
Boeddhisme ·
Sikhisme ·
Confucianisme ·
Shintoïsme ·
Taoïsme ·
Satanisme ·
Wicca ·
Unitair Universamisme ·
Scientology ·
Zoroastrisme) ·
Discriminatie tegen mensen met HIV ·
Doodstraf voor homoseksualiteit ·
Haatcriminaliteit ·
(Correctieve verkrachting ·
Antihomoseksueel geweld ·
Antihomoseksueel terrorisme) ·
Lgbt-gerelateerde zelfmoord ·
Conversietherapie (Homogenezing) ·
Schaal van Riddle
Arlington County vs. White ·
Artikel 248bis van het Wetboek van Strafrecht (Nederland) ·
Federal Marriage Amendment ·
Goodridge vs. Department of Public Health ·
Instructie inzake de criteria om roepingen te beoordelen van personen met homoseksuele neigingen met het oog op hun toelating tot het seminarie en de Heilige Wijdingen ·
Jogjakarta-beginselen ·
Jos Brink-prijs ·
Kentucky vs. Wasson ·
Lawrence v. Texas ·
Paragraaf 175 ·
Proposition 8 ·
Sectie 28 ·
Sodomiewetgeving
(Sodomiewetgeving in de Verenigde Staten) ·
Wolfenden Report
Bear ·
Crossdressing ·
(Travestie) ·
Gay Pride Parade ·
Homohoreca ·
Homo-icoon ·
Homo-ontmoetingsplaats ·
Lhbt-boekhandel ·
Outing ·
(Coming-out)
Holebi ·
Genderdysforie ·
Homoseksualiteit bij dieren ·
Safe-space